# Vijayabahu IV
Vijayabahu IV est le 3e roi de Dambadeniya, dans l'actuel Sri Lanka.

## Étymologie
Le nom provient de la langue pali, propre au bouddhisme Theravada pratiqué au Sri Lanka, dont l'écriture est en Devanagari. La transcription en langue latine peut donc donner des résultats différents, selon le mot est transcrit traditionnellement ou en ISO 15919.
Le nom du roi Vijayabahu peut se décomposer en 2 mots :
- Le mot Vijaya.
- Le mot Bâhu peut aussi se transcrire Bãhu, Bâhu, Baahu ou Bahu.

## Biographie
Le prince Bosat couronné roi sous le nom de Vijayabahu IV, succède à son père Parakramabahu II après l'abdication de ce dernier en 1267/1268. Pendant son règne il œuvre à la restauration de Polonnaruwa et aux œuvres de piété mais il doit faire face à l'agression de Chandrabahu à la tête d'une troupe constituée de Pandyans. Cholas et Javanais. Son père meurt en  1269 ou au début de 1270 et Vijayabahu est assassiné peu après en octobre 1270 par l'un de ses généraux qui tente de s'emparer du pouvoir. Son frère cadet Bhuvanaikabahu I parvient toutefois à lui succéder après avoir éliminé l'usurpateur

### Remarque sur les sources historiques
- Livres en pali : Culavamsa et Rajaveliya. Les dates de règne des Roi de Dambadeniya sont différents entre ces 2 livres.